# Huis Ocrum

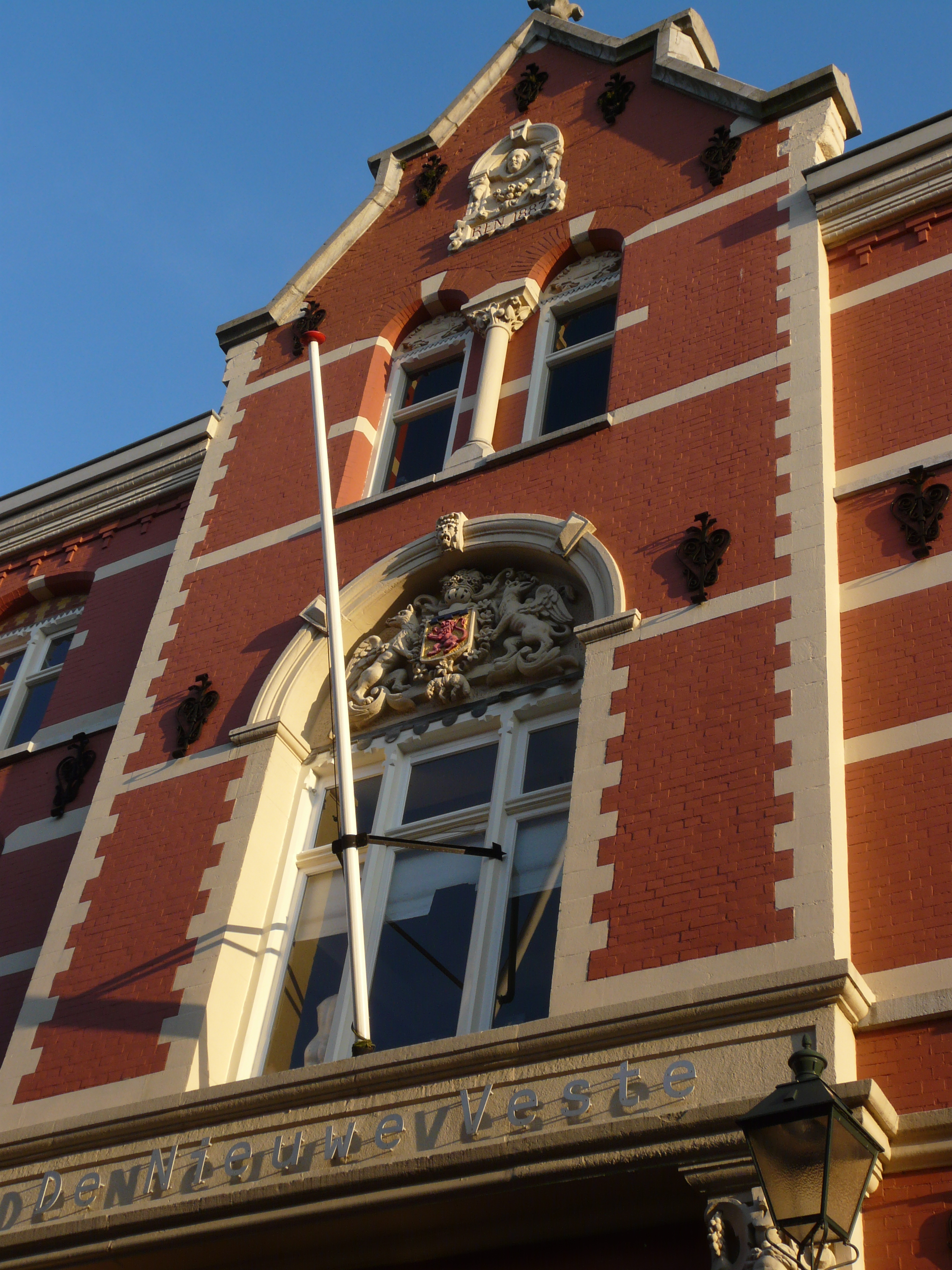
Detail hoofdingang

Huis Ocrum is een monumentaal pand in Breda Centrum. Het is een van de meest bekende hofhuizen van Breda. Het pand heeft sinds 1966 de status rijksmonument en staat ingeschreven onder nummer 10229 in het rijksmonumentenregister.
De hoofdingang bevindt zich in de Sint-Janstraat 18. Ernaast staat het huis Hersbeek en iets verderop bevindt zich de Sint-Antoniuskerk. Het is een roodgekleurd huis. Het grootste gedeelte was tot ongeveer 1500 in het bezit van de familie Van Zelbach. Vanaf 1505 was het van Hiëronymus van Oisterzeel. In 1534 werd het huis herbouwd na een stadsbrand. In januari 1536 kochten twee edellieden, Jean de Hocron en Nicolaes d'Aubermont, een stuk grond met de restanten van een afgebrand huis. In datzelfde jaar begonnen ze met de bouw van een nieuw huis. Beide edellieden bekleedden een functie aan het hof van graaf Hendrik III van Nassau. Van 1577 tot 1610 was het gebouw als Augustinessenklooster in gebruik, van 1625 tot 1637 samen met nr 16 als Jezuietenklooster en later kazerne.
Van 1848 tot 1952 fungeerde het als een rooms-katholiek burgerweeshuis. De voorgevel is in 1887 vervangen. Deze bestond oorspronkelijk uit rode baksteen met natuurstenen banden en kruiskozijnen. In de voorgevel is het wapen van Brederode aangebracht. In 1952 werd het huis Ocrum verkocht aan de Academie Sint-Joost. Van 1953 tot 1954 vond er een ingrijpende verbouwing plaats. Van 1994 tot 1996 was er een herinrichting en restauratie ten behoeve van de huisvesting van de Nieuwe Veste.